# Meilleray
Meilleray ist eine französische Gemeinde mit 505 Einwohnern (Stand: 1. Januar 2022) im Département Seine-et-Marne in der Region Île-de-France. Sie gehört zum Arrondissement Provins und zum Kanton Coulommiers. Die Einwohner werden Meillerassiens genannt.

## Geographie
Die Gemeinde Meilleray liegt etwa neun Kilometer östlich von La Ferté-Gaucher, 29 Kilometer östlich von Coulommiers, 27 Kilometer nördlich von Provins und 90 Kilometer östlich von Paris.

## Bevölkerungsentwicklung
| Jahr      | 1936 | 1946 | 1954 | 1962 | 1968 | 1975 | 1982 | 1990 | 1999 | 2006 | 2011 |
| Einwohner | 401  | 410  | 395  | 394  | 354  | 462  | 385  | 363  | 398  | 475  | 511  |

## Sehenswürdigkeiten
- Pfarrkirche Saint-Pierre-Saint-Paul (siehe auch: Liste der Monuments historiques in Meilleray)
- Alter Bahnhof

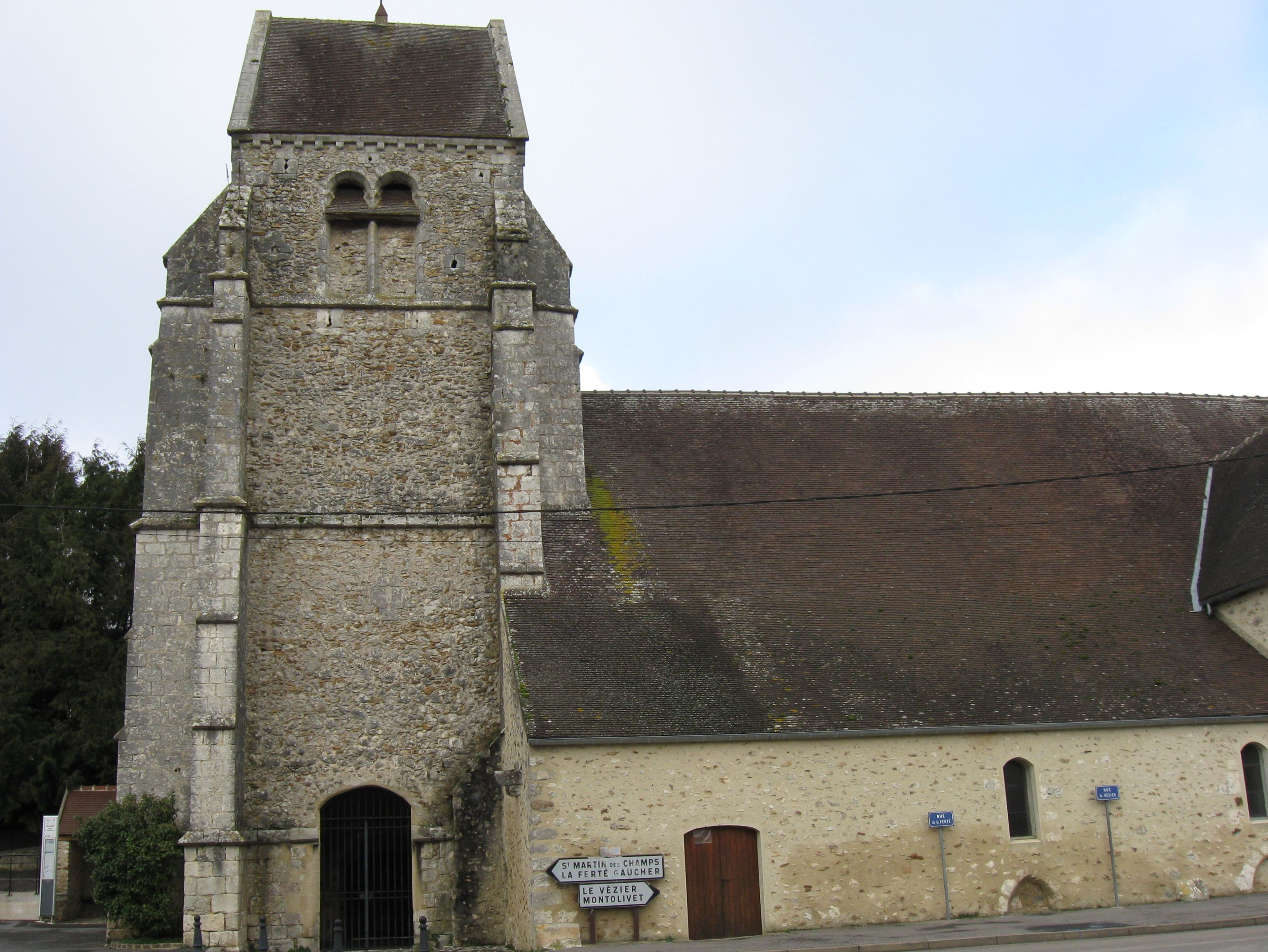
Kirche Saint-Pierre-Saint-Paul
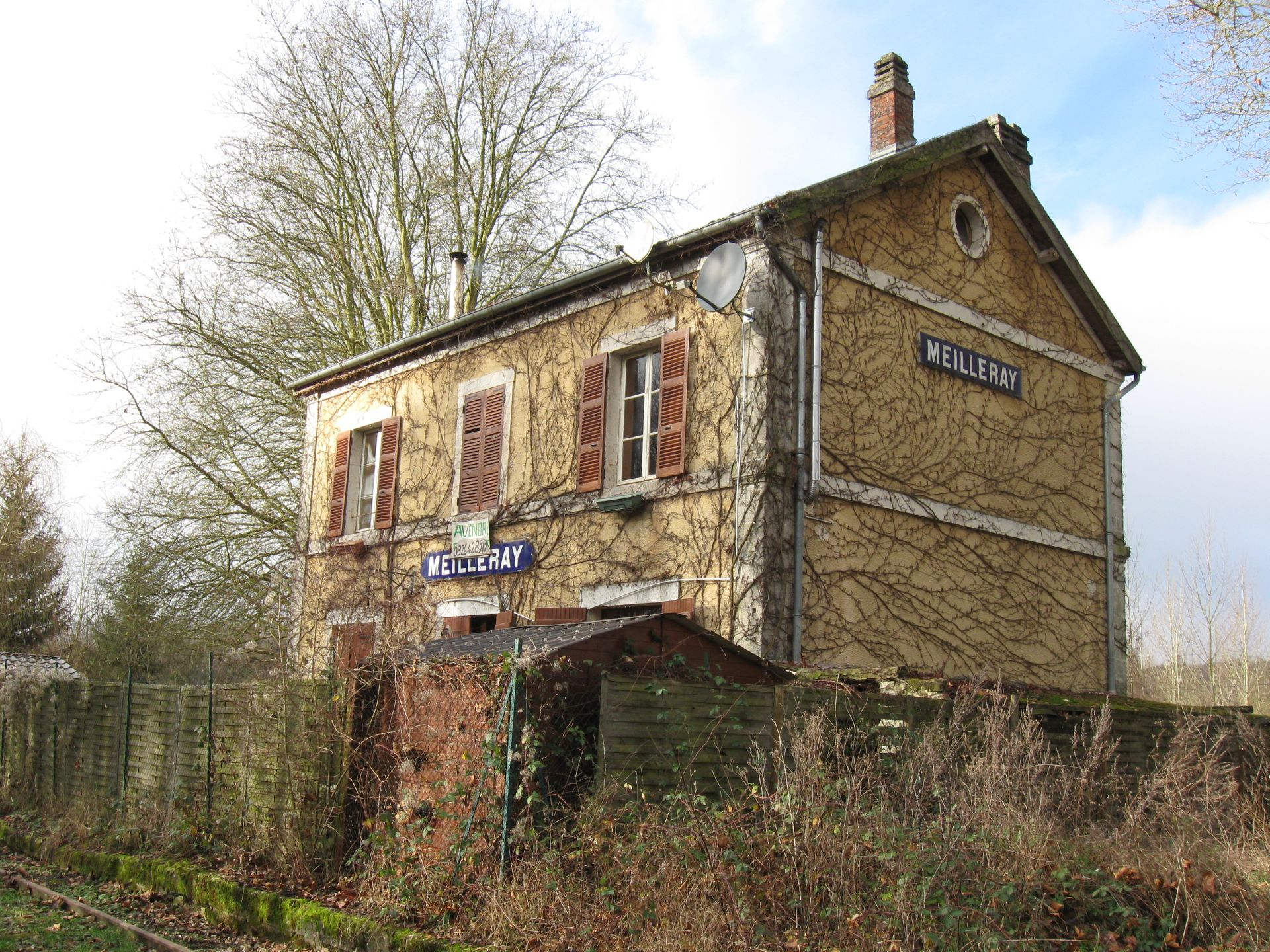
Ehemaliger Bahnhof